# Roger Ier de Foix

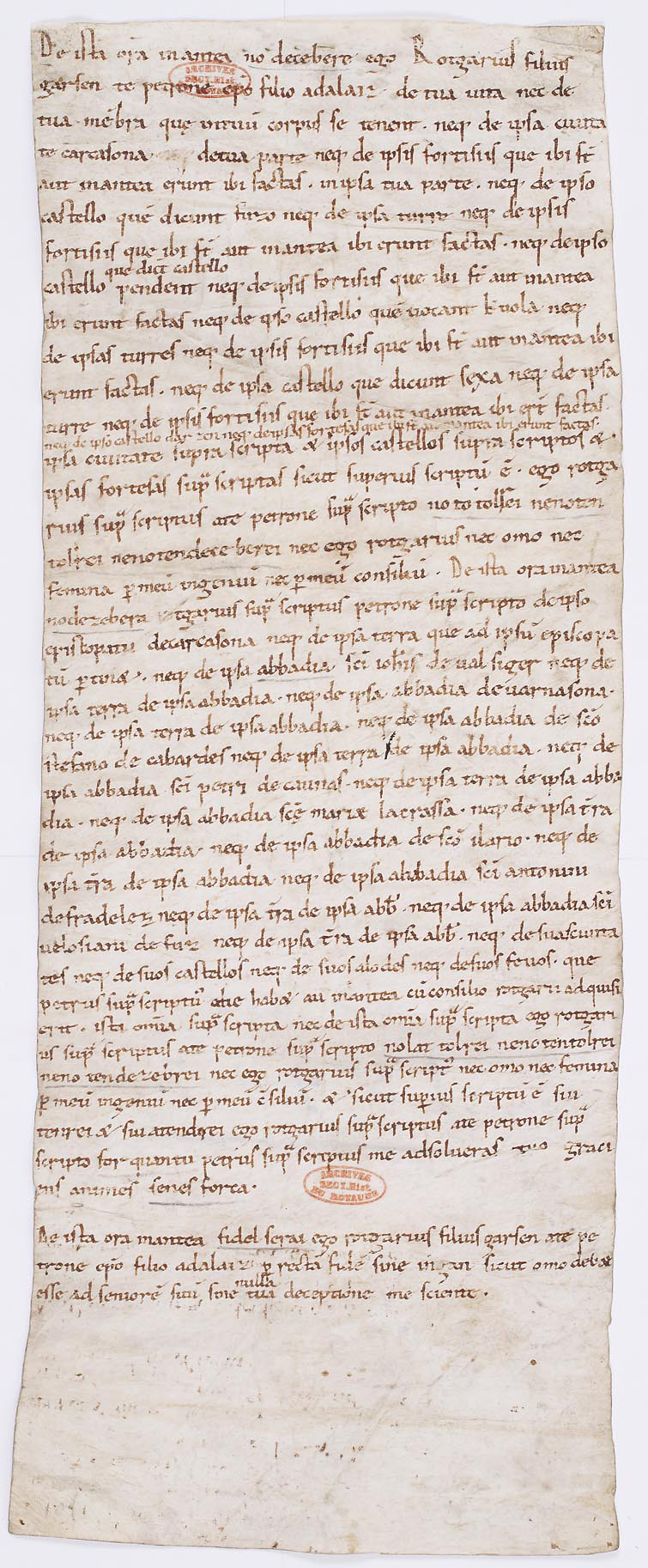
Serment de fidélité prêté par Roger Ier, comte de Foix, à son oncle Peire, évêque de Gérone, de le laisser en possession d'une partie de la cité de Carcassonne. [v. 1038-1050]. Archives Nationales de France.

Pour les articles homonymes, voir Roger de Foix et Roger Ier.
Roger Ier de Foix († 1064), est comte de Foix de 1034 à 1064. Il est fils de Bernard-Roger, comte de Foix et de Couserans, et de Gersende, comtesse de Bigorre.

## Mariages et enfants
Son épouse est inconnue. On ne connaît son existence que par une donation faite en 1049 à l'abbaye de Cluny qui mentionne : Rotgerius comes de Foys [et] uxor eius.